# Aponchium conicaudatum
Aponchium conicaudatum is een rondwormensoort uit de familie van de Aponchiidae. De wetenschappelijke naam van de soort is voor het eerst geldig gepubliceerd in 1951 door Allgén.